# Cristo Re delle Suore Francescane della Beata Angelina
Cristo Re delle Suore Francescane della Beata Angelina är ett kapell i Rom, helgat åt Kristus Konungen. Kyrkan är belägen vid Via Giorgio Bolognetti i förorten Monteverde Nuovo i quartiere Gianicolense och tillhör församlingen Trasfigurazione di Nostro Signore Gesù Cristo.
Kapellet tillhör Saliga Angelinas franciskansystrar (Suore francescane della Beata Angelina), en kongregation uppkallad efter Angelina av Marsciano (1357–1435; saligförklarad 1825). Systrarna ägnar sig i huvudsak åt katekesundervisning av barn och ungdomar. Klostret är helgat åt Jesu heliga hjärta, medan själva kapellet är helgat åt Kristus Konungen.

## Historia
Kapellet ritades av arkitekten Boni och uppfördes år 1931.

## Exteriören
Kapellets portal vid Via Giorgio Bolognetti bär drag av renässansens arkitektoniska formspråk. Överstycket har inskriptionen COR JESU ADVENIAT REGNUM TUUM. Denna inskription flankeras av kongregationens respektive Franciskanordens heraldiska symboler. I en rundbågenisch ovanför portalen står en skulptur föreställande Jesus Kristus som visar sitt heliga hjärta. Portalen flankeras av två kolonner; bägge kolonnerna har tre inhuggna grekiska kors.
Kapellets murar vid Via Giorgio Bolognetti och Via Gaetano Thiene har rundbågefönster dekorerade med vinrankor i smidesjärn. I hörnet av den andra våningen finns en ädikula med statyn Jesu heliga hjärta.
Till vänster om kapellets portal återfinns klostrets portal; dess överstycke har inskriptionen ISTITUTO B. ANGELINA CASA DEL S. CUORE.